# Hà Tĩnh (Stadt)
Hà Tĩnh ist die Hauptstadt der Provinz Hà Tĩnh in Vietnam. Sie liegt nahe der Küste zum Südchinesischen Meer. Die Provinzstadt Hà Tĩnh hatte 2019 eine Einwohnerzahl von 104.037. In der eigentlichen Stadt leben davon 72.792. Die Stadt verfügt seit 2007 über das Stadtrecht und besitzt den Status einer Provinzstadt der 3. Klasse.

## Bildung
Es gibt viele Hochschulen in der Stadt wie die Hà Tĩnh Universität oder das Vietnam-Germany College of Vocation.

## Galerie

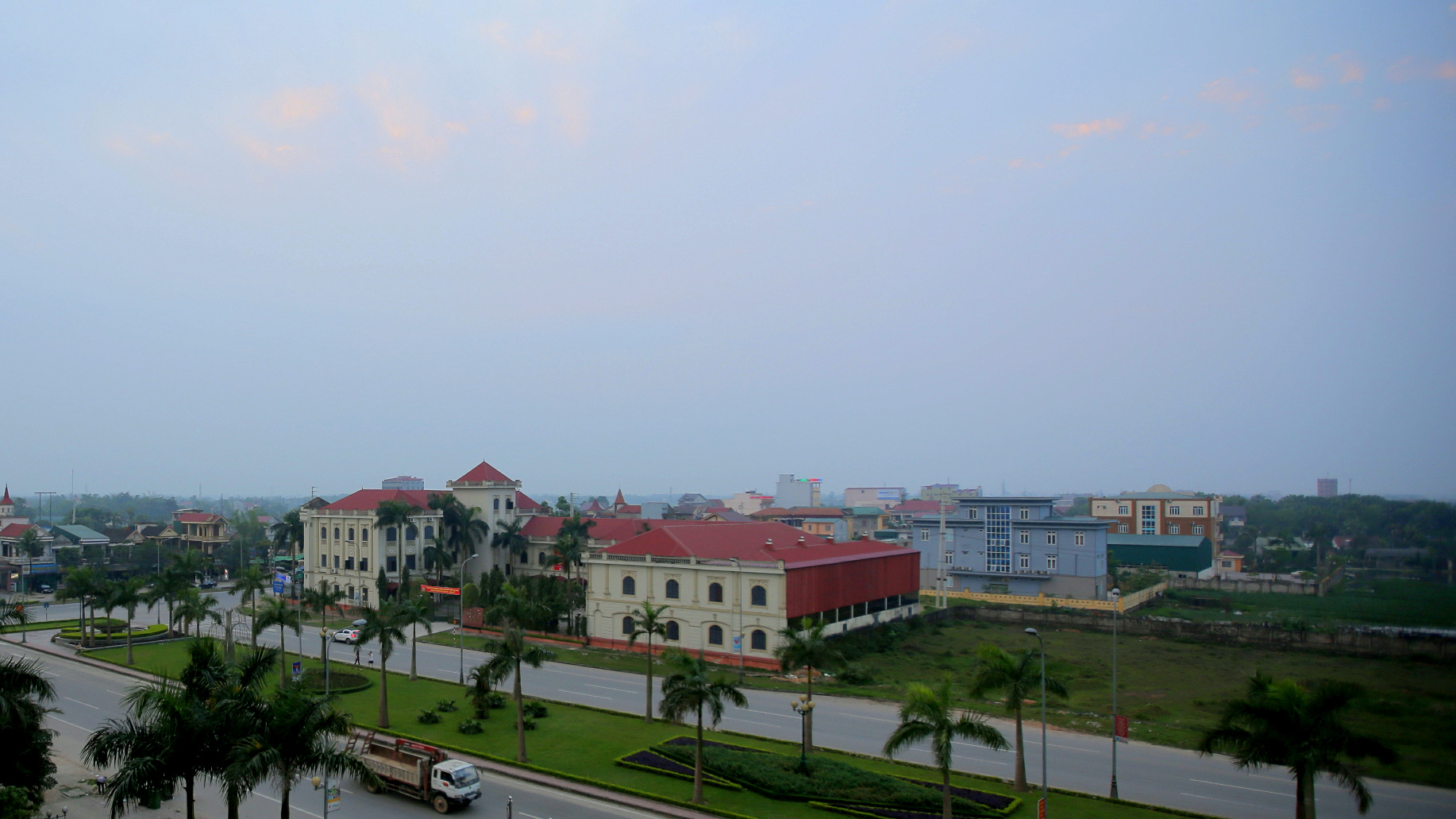
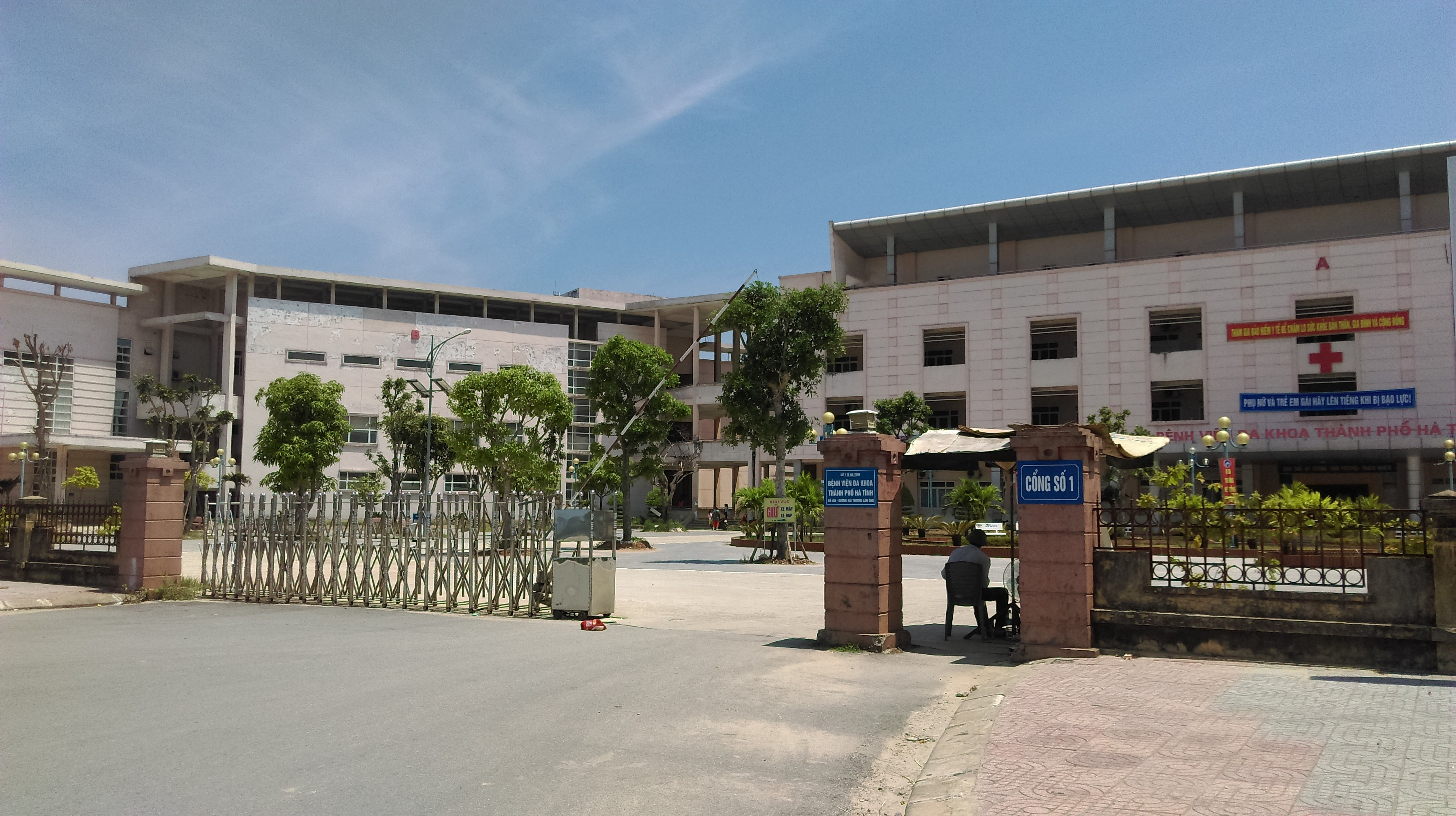
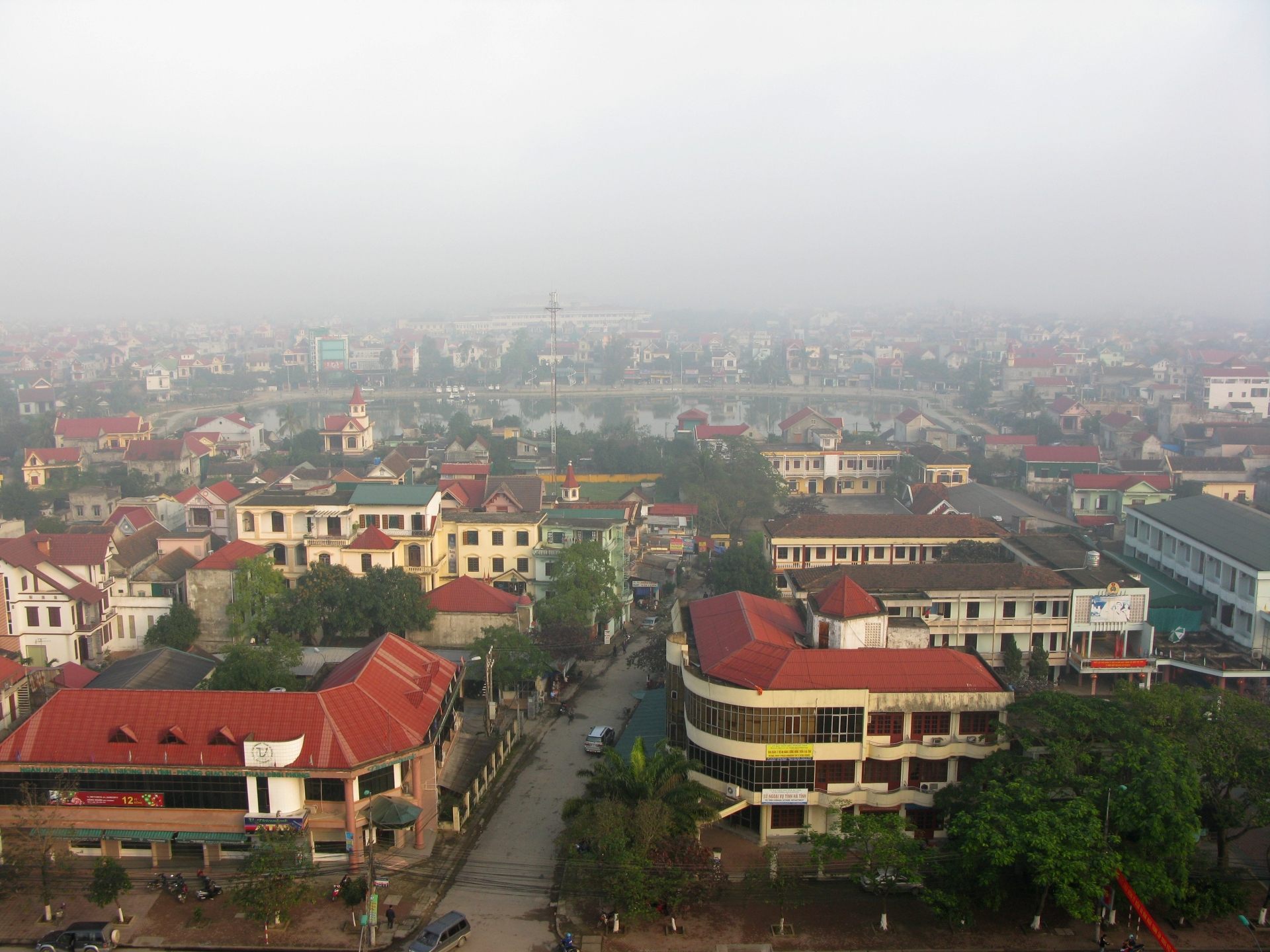
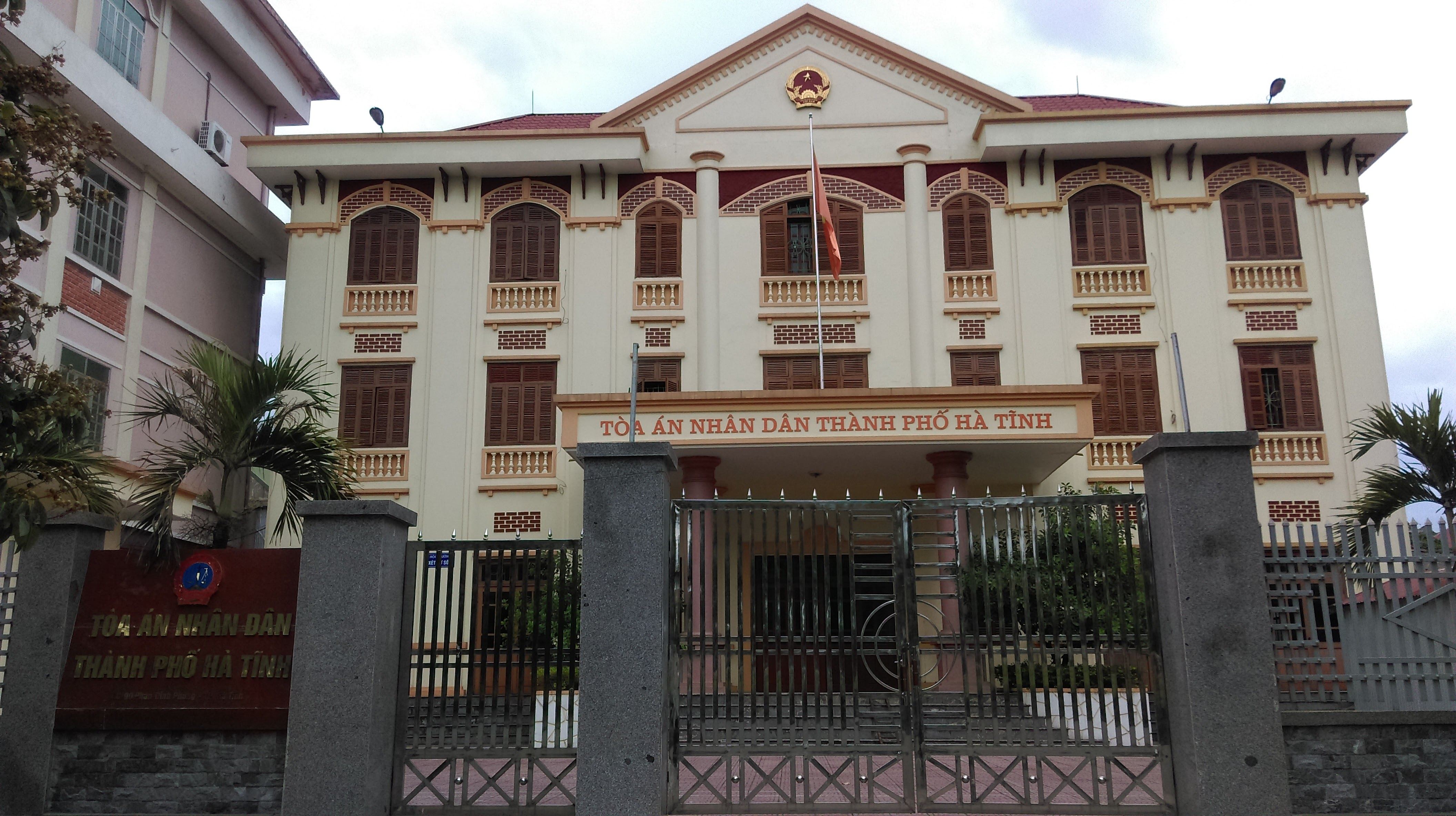
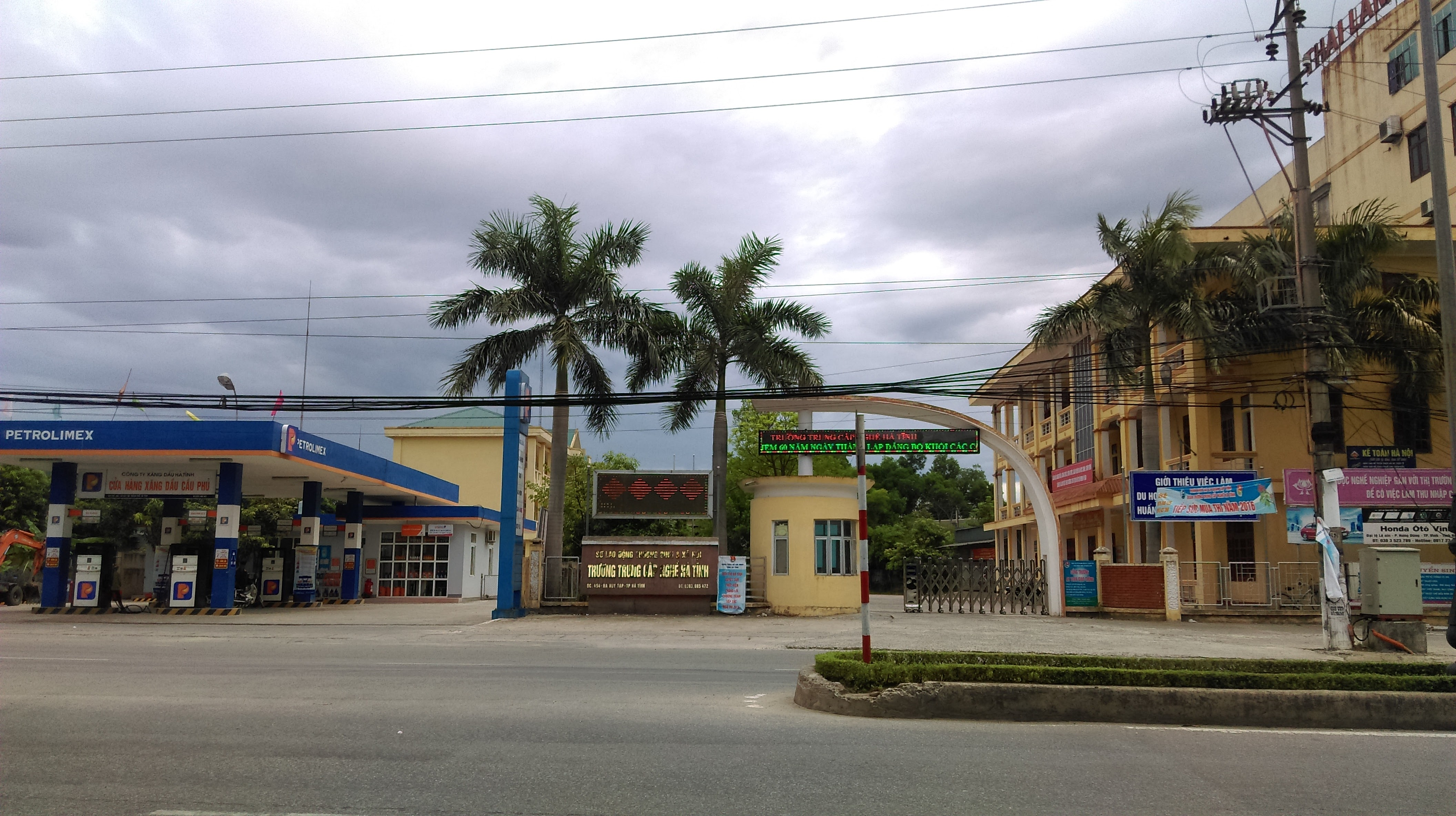
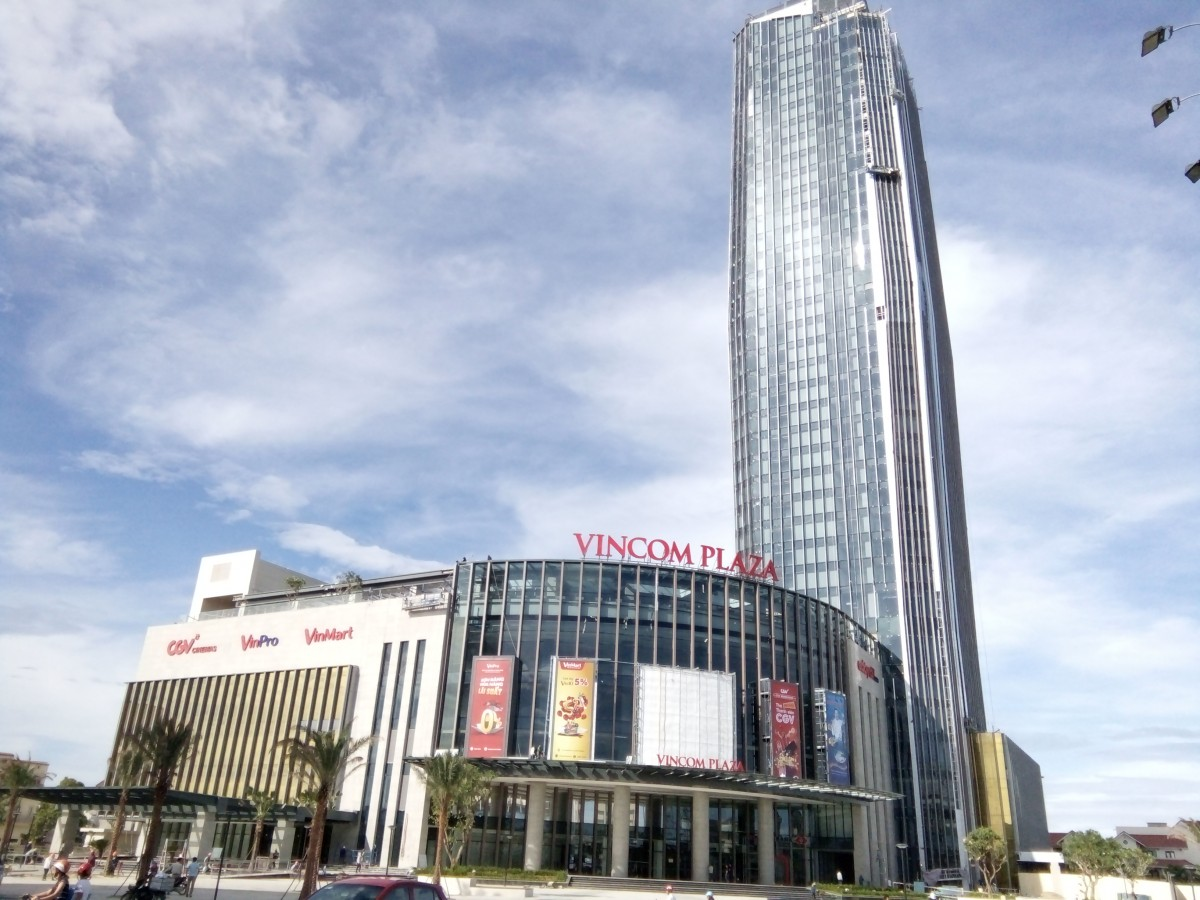
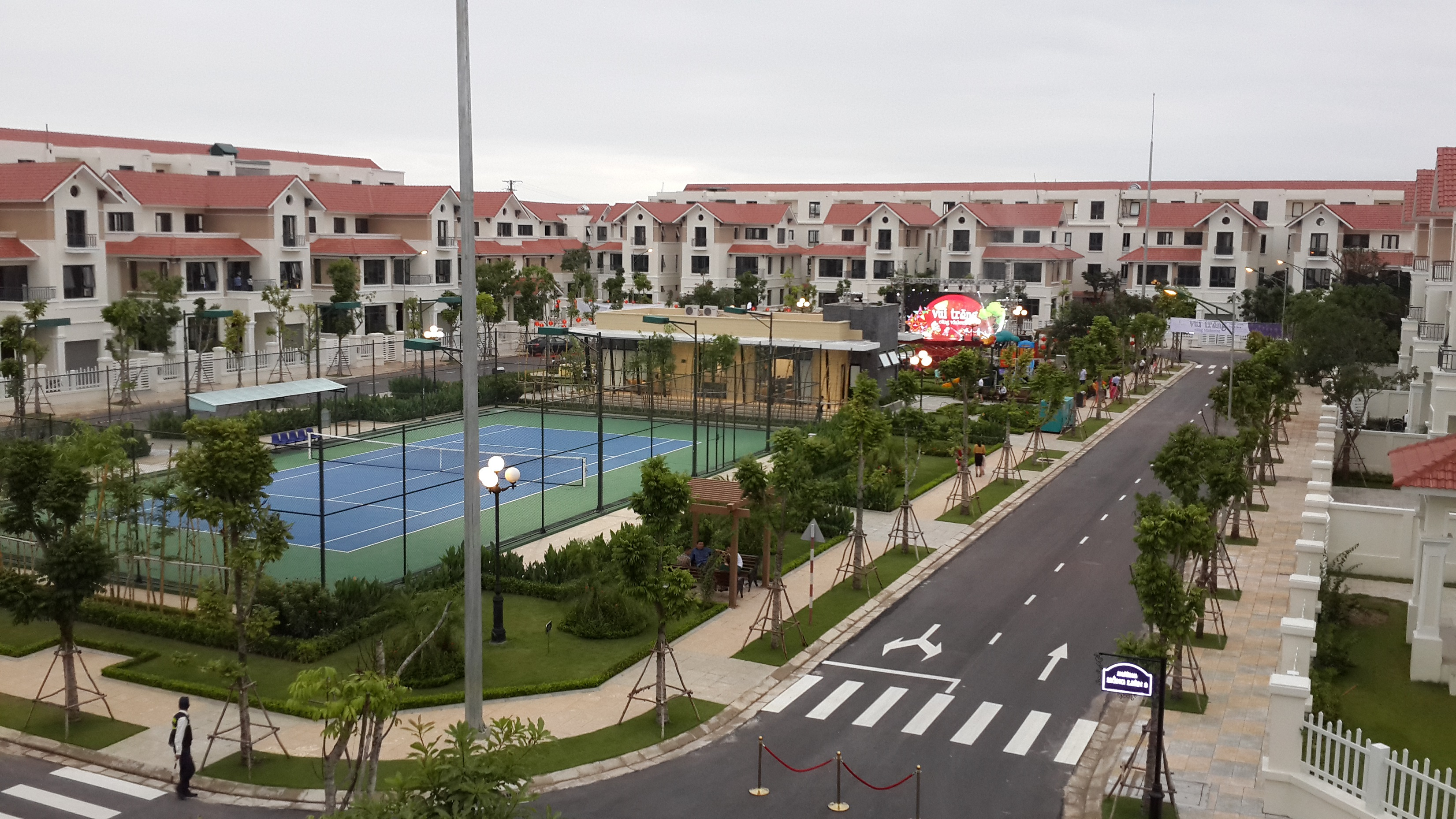

## Persönlichkeiten
- Đinh Thanh Trung (* 1988), Fußballspieler